# Zwiezdica
Zwiezdica (gr. Ἀστερίσκον, ἀστερίσκος) – jeden ze wschodnich paramentów liturgicznych, składa się z dwóch złoconych łuków połączonych krzyżowo. Symbolizuje Gwiazdę Betlejemską (diskos nakrywany jest zwiezdicą z napisem „A oto gwiazda, którą widzieli na Wschodzie, szła przed nimi, aż przyszła i zatrzymała się nad miejscem, gdzie było Dziecię.” Mt 2,9).
Używana w proskomidii (pierwsza część liturgii bizantyjskiej - prawosławnej lub katolickiej). Zwiezdica umieszczana jest na diskosie, czterema końcami. Służy ona temu, aby żadna cząsteczka prosfor nie była dotykana, by żaden pokrowiec nie dotykał żertw ofiarnych, które staną się najświętszymi postaciami.